# Access Now
Access Now (Acceso Ahora en español) es una organización internacional sin ánimo de lucro, dedicada a los derechos humanos, la política pública, y el activismo por la defensa del Internet abierto y libre.
Desde su fundación en 2009, Access Now ha abanderado distintos asuntos relacionados con de derechos digitales. Su énfasis ha sido en cinco áreas: seguridad digital, libertad de expresión, Intimidad, discriminación en línea, y Negocios y derechos humanos. La organización ha hecho campaña en contra los apagones de internet, la censura en línea, y la vigilancia de gobierno. Access Now también ha apoyado la neutralidad de la red (Net Neutrality), el uso de encriptación, y leyes y controles de seguridad en línea. Las campañas Access Now involucran a organizaciones interesadas en soportar su misión, incluyendo gobiernos o compañías de tecnología.
La Línea de Ayuda de Seguridad Digital de Access Now aconseja y ayuda en tiempo real a activistas, medios de comunicación independientes y organizaciones de sociedad civil. Cada año, Access Now organiza RightsCon, una conferencia de tecnología y derechos humanos. Este evento incluye participantes de sociedad civil, compañías de tecnología, académicos, representantes de gobiernos, etc. La conferencia tuvo lugar en Sillicon Valley en 2011, 2014 y 2016 y en Río de Janeiro, Brasil (2012), Manila, Filipinas (2015), Bruselas, Bélgica (2017) y Toronto, Canadá (2018) RightsCon 2019 tendrá lugar en Túnez, Túnez.
La ex-Advocacy Director de Access Now, Katherine Maher, fue nombrada el Directora Ejecutiva de Wikimedia en junio de 2016. La organización fue finalista del premio Sakharov para la libertad de pensamiento en 2010.

## Misión
La misión de Access Now es defender y extender los derechos digitales de usuarios en riesgo alrededor del mundo. Combinando política innovadora, campañas, y soporte técnico directo, la organización lucha por comunicaciones abiertas y seguras para todos.

## Estructura
Access Now tiene empleados en más de 10 ubicaciones alrededor del mundo -- Berlín, Bruselas, Córdoba, Delhi, Londres, Manila, Nairobi, Nueva York, San Jose, Túnez, y Washington D. C. La organización mantiene cuatro establecidas -- Bélgica, Costa Rica, Túnez, y los Estados Unidos.

## Historia
Access Now fue fundada por Brett Solomon y Cameran Ashraf en 2009, después de las disputadas elecciones presidenciales en Irán. Durante las protestas que siguieron esta elección, Access Now jugó un papel importante en diseminar videos de los acontecimientos.